# Stødtand
En stødtand er en aflang, kontinuerligt voksende fortand, der normalt, men ikke altid, kommer i par, som rager et pænt stykke ud af munden på visse arter af pattedyr. Det er mest normalt, at stødtænder er hjørnetænder, som det ses med vortesvin, hvalrosser og svin, eller som det er tilfældet med elefanter, lang fortænder. For de fleste arter med stødtænder er det både hannerne og hunnerne der har dem, selvom hannernes typisk er størst. Stødtænder er normalt buede, men dog er narhvalens ene tand helt lige og har en helixstruktur. Den kontinuerlige vækst sker ved formativ væv i tandens rødder. Nogle af de største stødtænder kommer fra elefanter, og tidligere har man set eksempler på over 200 kg, mens de i dag sjældent vejer mere end 100 kg.
En række nu uddøde dyr har også haft stødtænder. Skovelefanten har haft stødtænder på op til 5 m, hvilket gør det til de største stødtænder nogensinde. Andre dyr som mammutter og uddøde arter af hvalrosser har også haft stødtænder.

## Funktion
Stødtænder har en række forskellige funktioner alt efter dyret som de tilhører. I sociale sammenhænge bruges de til dominans, særligt blandt hanner, og de bruger dem til at forsvare sig mod fjender eller til at kæmpe med hinanden indbyrdes om territorier eller hunner. Elefanter bruges også deres stødtænder til at grave eller bore med. Hvalrosser bruger deres stødtænder til at gribe fat i isen og trække sig selv op af vandet. Hos narhvaler er det kun hannerne, der har en stødtand, hvilket indikerer at det er et sekundært kønskarakteristika.

## Menneskers brug
Stødtænder bruges af mennesker til at fremstillet elfenben, der bruges til smykker og forskellige kunst- og brugsgenstande. Tidligere brugte man bl.a. elfenben til tangenter på klavere og flygler. Mange arter med stødtænder er derfor blevet jagtet og adskillige er eller har været truede. Elfenbenshandel er blevet stærkt begrænset af FN's konvention mod handel med truede dyrearter.

## Gallery
|            |
| Hvalrosser |

|           |
| Vortesvin |

|                    |
| Columbiansk mammut |

|                         |
| Stødtænder fra vildsvin |

|                                            |
| Odobenocetops - en uddød art af hvalrosser |